# Caprice Bourret

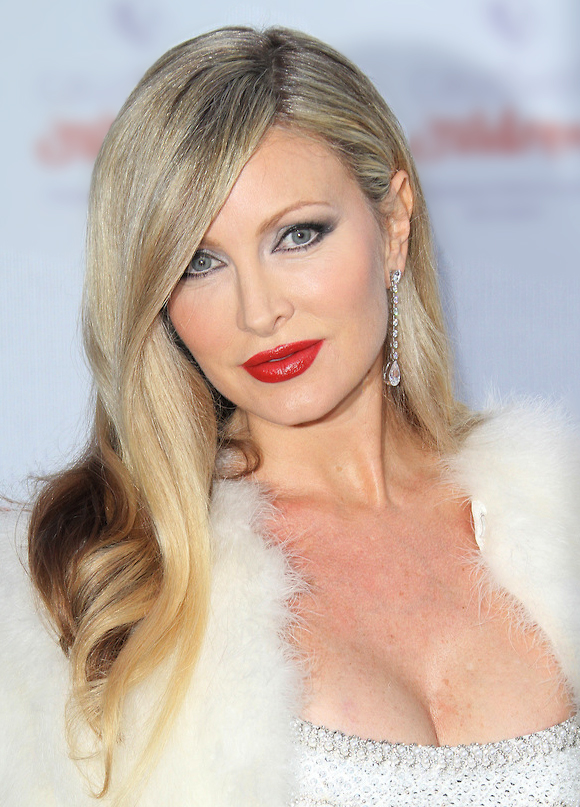
Caprice Bourret

Caprice Bourret (n. 24 octombrie 1971, Hacienda Heights, California) este un fotomodel, moderatoare și actriță americană. Caprice Bourret a apărut până în prezent pe prima pagină a nenumărate reviste ca GQ, Cosmopolitan, Esquire, Vogue, Maxim și FHM. În martie 2000 va apare poza ei în reviste playboy. Ea a fost aleasă ca "GQ Magazine’s Woman of the Year" sau i se acordă de trei ori premiul "International Woman of the Year".